# Apanteles cyamon
Apanteles cyamon är en stekelart som beskrevs av Nixon 1967. Apanteles cyamon ingår i släktet Apanteles och familjen bracksteklar. Inga underarter finns listade i Catalogue of Life.